# Klaus-Jürgen Hoffie
Klaus-Jürgen Hoffie (* 14. Oktober 1936 in Königsberg) ist ein deutscher Unternehmer und Politiker (FDP).

## Leben und Beruf
Nach dem Abitur 1957 am Gymnasium in Darmstadt studierte Hoffie zunächst Germanistik, Sport und Politische Wissenschaften in Frankfurt am Main. Anschließend absolvierte er eine Ausbildung zum Nachrichtenredakteur bei der Deutschen Presse-Agentur. Er arbeitete von 1961 bis 1972 als Public Relations Manager bei der Deutsche Lufthansa AG und war von 1970 bis 1972 nebenberuflich als Lehrbeauftragter für Public Relations an der Technischen Hochschule Darmstadt tätig. Von 1972 bis 1987 war er Mitglied im Verwaltungsrat der Deutschen Bundespost.
Hoffie gründete 1984 ein Beratungsbüro für Öffentlichkeitsarbeit (Hoffie & Partner Management Consultants GmbH). Seit 1985 war er Gesellschafter und Beiratsmitglied verschiedener privater Rundfunkgesellschaften in Rheinland-Pfalz, Baden-Württemberg und Bayern.

## Partei
Hoffie trat 1968 der FDP bei und war von 1970 bis 1977 Kreisvorsitzender der Partei im Landkreis Darmstadt bzw. im Landkreis Darmstadt-Dieburg. Er war von 1971 bis 2005 Mitglied im Landesvorstand der FDP Hessen und von 1982 bis 1985 stellvertretender Landesvorsitzender der hessischen Liberalen. Außerdem war er bis 2004 Vorsitzender des FDP-Bezirks Südhessen-Starkenburg.

## Abgeordneter
Hoffie war von 1968 bis 1974 Mitglied der Gemeindevertretung der Gemeinde Jugenheim und von 1977 bis 1985 Mitglied der Gemeindevertretung der Gemeinde Bickenbach. Er wurde 1972 in den Kreistag des Kreises Darmstadt-Land gewählt und war nach der Gebietsreform Kreistagsmitglied des Kreises Darmstadt-Dieburg.
Hoffie wurde 1972 erstmals über die Landesliste der FDP in den Deutschen Bundestag gewählt. Im Parlament war er zunächst forschungspolitischer Sprecher und später verkehrs- und postpolitischer Sprecher der FDP-Fraktion. Nach seiner Ernennung zum hessischen Wirtschaftsminister legte er am 25. Juni 1981 sein Bundestagsmandat nieder. Von 1983 bis 1987 war er erneut Mitglied des Bundestags.

## Öffentliche Ämter
Nach der Ermordung von Heinz Herbert Karry wurde Hoffie am 22. Juni 1981 als hessischer Staatsminister für Wirtschaft und Technik in die von Ministerpräsident Holger Börner geführte sozial-liberale Landesregierung berufen. Während seiner Amtszeit trug er die Verantwortung für das Genehmigungsverfahren des Baus der Startbahn 18 West sowie für den Bau des Kernkraftwerk Biblis. Nach der Wahlniederlage der FDP bei den Landtagswahlen 1982 trat er am 28. September 1982 von seinem Ministeramt zurück.